# Keak da Sneak
Charles Toby Bowens (født 21. oktober 1977), mest kendt for hans kunstnernavn Keak da Sneak, er en rapper fra Oakland, Californien. I en alder af 16 var han kendt som Z-Kush, men han blev kendt som "Keak da Sneak" som 17-årig bedst kendt som for hans scratching, sin hæse rapstemme og sit nyopfundne udtryk "hyphy" tilbage i 1994. Han er også kendt for at popularisere stilen, hvor man bære tøj fra genbrugsforretninger med en blanding af dyre 59Fifty-hatte og bling.
1. ↑  Navnet er anført på bokmål og stammer fra Wikidata hvor navnet endnu ikke findes på dansk.